# Liste der denkmalgeschützten Objekte in Ostřetice
Grundlage dieser Liste der denkmalgeschützten Objekte in Ostřetice ist die ÚSKP-Liste (Ústřední seznam kulturních památek České republiky, deutsch Zentrale Liste der Kulturdenkmäler der Tschechischen Republik), die von der tschechischen Denkmalschutzbehörde NPÚ (Národní památkový ústav, deutsch Nationale Denkmalbehörde) seit 1987 geführt wird und an die seit dem Jahr 1850 geschaffenen Listen anschließt.

## Denkmalgeschützte Objekte nach Ortsteilen

### Ostřetice
| Lage                                                             | Objekt                        | Beschreibung | ÚSKP-Nr.                  | Bild                          |
| ---------------------------------------------------------------- | ----------------------------- | --- | ------------------------- | ----------------------------- |
| Ostřetice, Ostřetice 4 (Standort)                                | Getreidespeicher, Haus Nr. 4  | Massiver turmförmiger, vierstöckiger Getreidespeicher aus Bruchstein, wahrscheinlich aus dem 16. Jahrhundert. Die Giebel sind gemauerte Schlitzfenster, Keller mit Tonnengewölbe von außen zugänglich. Eines der ältesten landwirtschaftlichen Häuser in Tschechien, das ohne spätere Umbauten erhalten blieb. | 11198/4-5063 Info Katalog | Getreidespeicher, Haus Nr. 4  |
| Ostřetice, Husín, trať les Myt (Standort)                        | Hügelgrab                     | Hügelgräber aus der frühen Bronzezeit, Ende des 19. Jahrhunderts erkundet. | 14699/4-3208 Info Katalog | BW                            |
| Ostřetice, Ostřetice 14 (Standort)                               | Getreidespeicher, Haus Nr. 14 | Ein mehrgeschossiger turmförmiger Getreidespeicher aus Bruchstein mit verglasten Fenstern und Walmdach aus dem 17. Jahrhundert. | 25222/4-3205 Info Katalog | Getreidespeicher, Haus Nr. 14 |
| Ostřetice, an der Landstraße von Klatov nach Petrovic (Standort) | Kapellchen                    | Kleine quadratische Kapelle mit pyramidenförmigem Dach am Dorfrand. Barockes Sakralgebäude aus der Mitte des 18. Jahrhunderts. | 22367/4-3207 Info Katalog | Kapellchen                    |
| Ostřetice, an der Landstraße, bei Nr. 24 (Standort)              | Marterl                       | Steinsäule am Straßenrand. Auf einem prismatischen Sockel steht eine Säule mit einer Kapelle oben. Skulptur in barocker Traditionen, datiert auf dem Sockel 1840. | 23526/4-3206 Info Katalog | Marterl                       |
| Ostřetice, Dorfplatz, bei Nr. 14 (Standort)                      | Kapellchen                    | Kleine Dorfkapelle auf quadratischem Grundriss mit pyramidenförmigem Dach und polygonalem Glockenturm. Ein Beispiel für eine kleine sakrale Volksarchitektur der zweiten Hälfte des 18. Jahrhunderts. | 44213/4-4308 Info Katalog | Kapellchen                    |